# كورت هانسن
كورت هانسن (بالدنماركية: Kurt "Røde" Hansen)‏ (2 أغسطس 1951 - ) هو مدرب كرة قدم ولاعب كرة قدم دانمركي في مركز الهجوم.

## وصلات خارجية
- كورت هانسن على موقع قاعدة بيانات كرة القدم.إي يو (الإنجليزية)
- كورت هانسن على موقع ناشيونال فوتبول تيمز (الإنجليزية)